# 茶寮

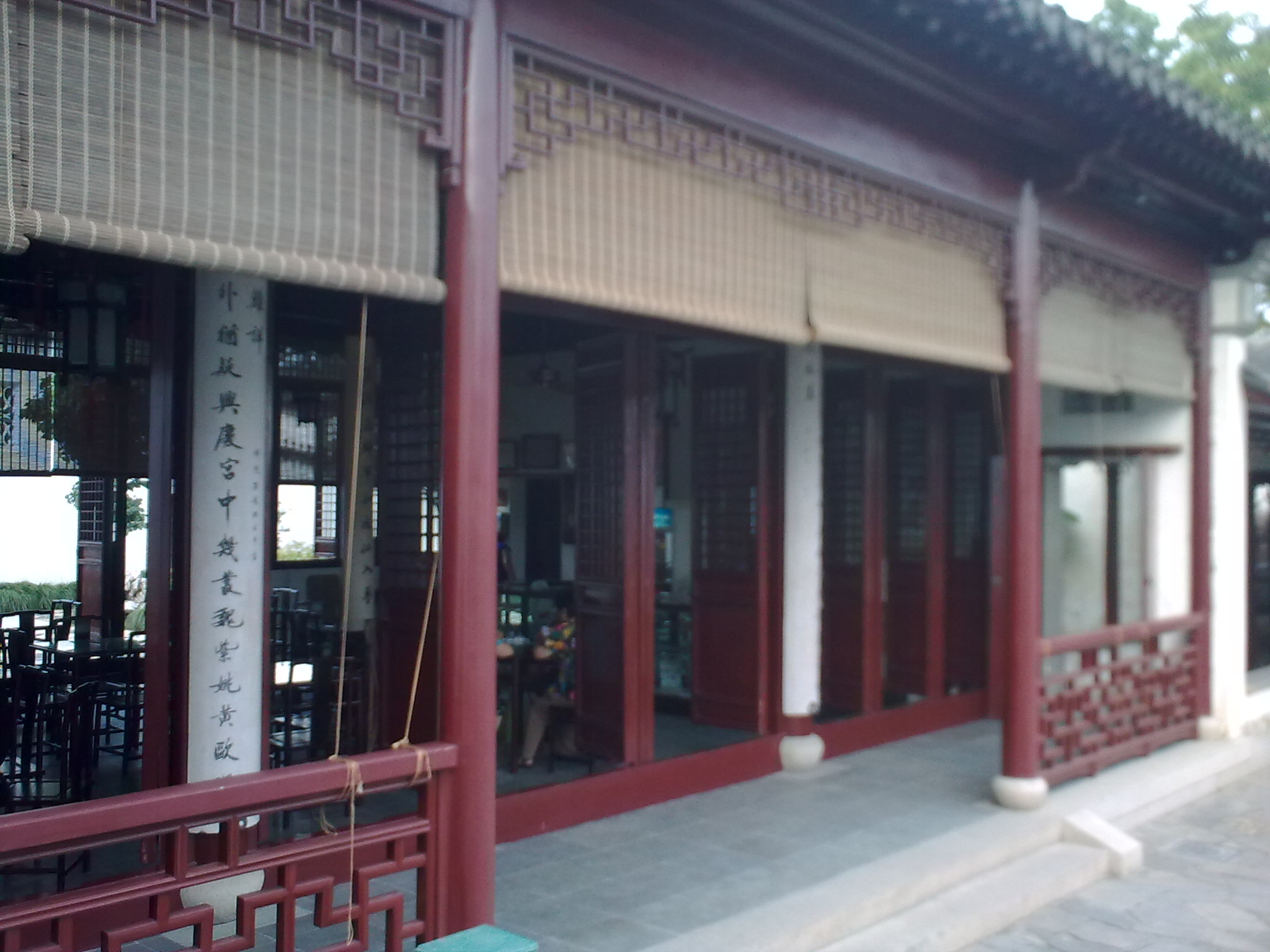
蘇州網師園中的茶寮露華館，現已改為公開賣茶的茶館

茶寮是专门用作品茶、進行茶儀式的私家房間或独立小屋。明屠龙茶说、文震亨的《长物志》1、许次纾《茶疏》都有专条。日本、朝鮮多稱為茶室，稱為茶寮的，則是茶館。茶文化傳入西方後，在西方也有一些地方設有茶寮。
現時一些私家庭園改建為對外開放的公園，一些茶寮也改為公開賣茶的茶館。

## 東亞

### 中國茶寮
明代江南私家园林发达，另一方面，品茶艺术也追求茶的自然真味，茶艺和造园艺术相融合从而产生特别的茶寮建筑。屠龙、许次纾是茶学家，文震亨是造园家，他们从不同的出发点对茶寮提出不同的要求。文震亨论述茶寮是作为“室庐”章中的独立条目来讨论的。
明代文人，讲究在园林中布置各种不同用途的建筑物，以达到既多样化而又实用的目的，如拜佛有“佛堂”，弹古琴有“琴室”，洗澡有“浴室”。对于茶寮要求单独的小房子，相傍山斋，里面陈列各色茶具，还要一名茶童专门伺候。
许次纾则是从备茶的角度布置茶寮内外的。
1. 茶寮内左右两壁各设一茶炉。
2. 茶寮内有两个茶几，一个安放茶杯、茶壶，用来泡茶；另一个安放其他茶具。
3. 火炭必须远离火炉，必须干燥。
4. 火炉必须离开墙壁一些距离，必须小心防火
5. 独立小屋。强调茶寮必须独立。原因不言自明。茶寮内有火炉，还要堆放火炭、松树枝等燃料；而明代的建筑多是木结构，茶寮分开的好处，可以更有效地防火。

屠龙和许次纾的茶寮盖在书斋旁，而文震亨的茶寮盖在山斋旁，更高雅一些；屠龙和文震亨都有茶童，许次纾的茶寮没有茶童。文震亨、屠龙和许次纾的三种茶寮代表明代上等人家、中上人家和普通人家的茶寮。文震亨的最为豪华，設在园林中，有位於小山上的书斋，也在小山上离书斋不远有茶寮，还有佛堂、琴室，又有小桥流水。这三种人家的茶寮都是独立式的，防火是一个原因，另外一个原因是明代的茶具种类繁多，例如许次纾的茶寮要安放27种茶具，再加上茶几茶凳、火炭，没有一间屋是摆不下来的。

### 日本茶室

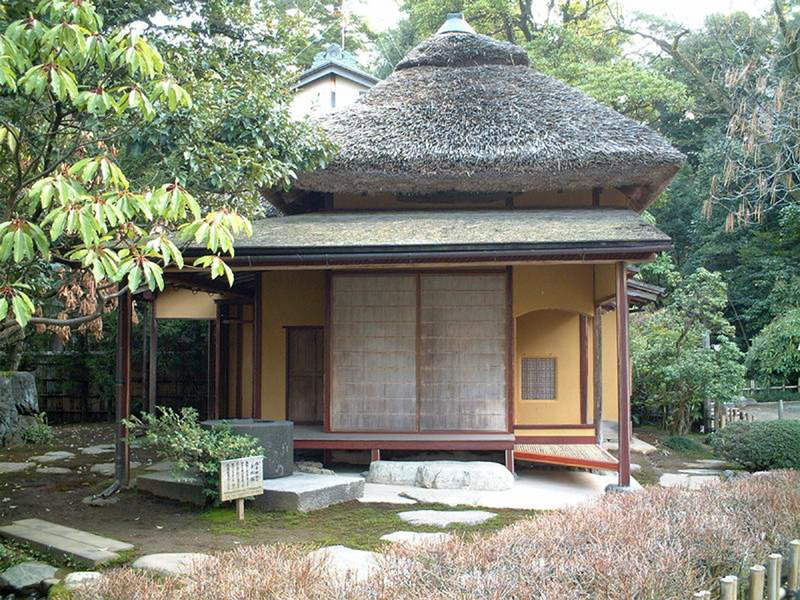
日本兼六園的茶室，被誤以為與中国古代的茶寮风格相似

日本的茶室稱為數寄屋，數寄屋這個名稱出現在日本近世初期，遠在明朝茶寮出現之前，在室町時代其意思原為客房，而後到了安土桃山時代開始出現有別於主屋另外搭建作為茶室的數寄屋。與中國茶寮有相當的差異，時間上日本的數寄屋出現更是早於中國的茶寮，不知為何後來才出現中國明朝茶寮經常被誤認為是更早出現日本數寄屋的起源。日本茶室面積一般以四疊半為標準，大於四疊半的稱為「廣間茶室」，小於四疊半的稱為「小間茶室」。茶室專為進行茶道而設。安土桃山時代後也有數寄屋造的形式，成為住宅的一部分。

### 朝鮮茶室

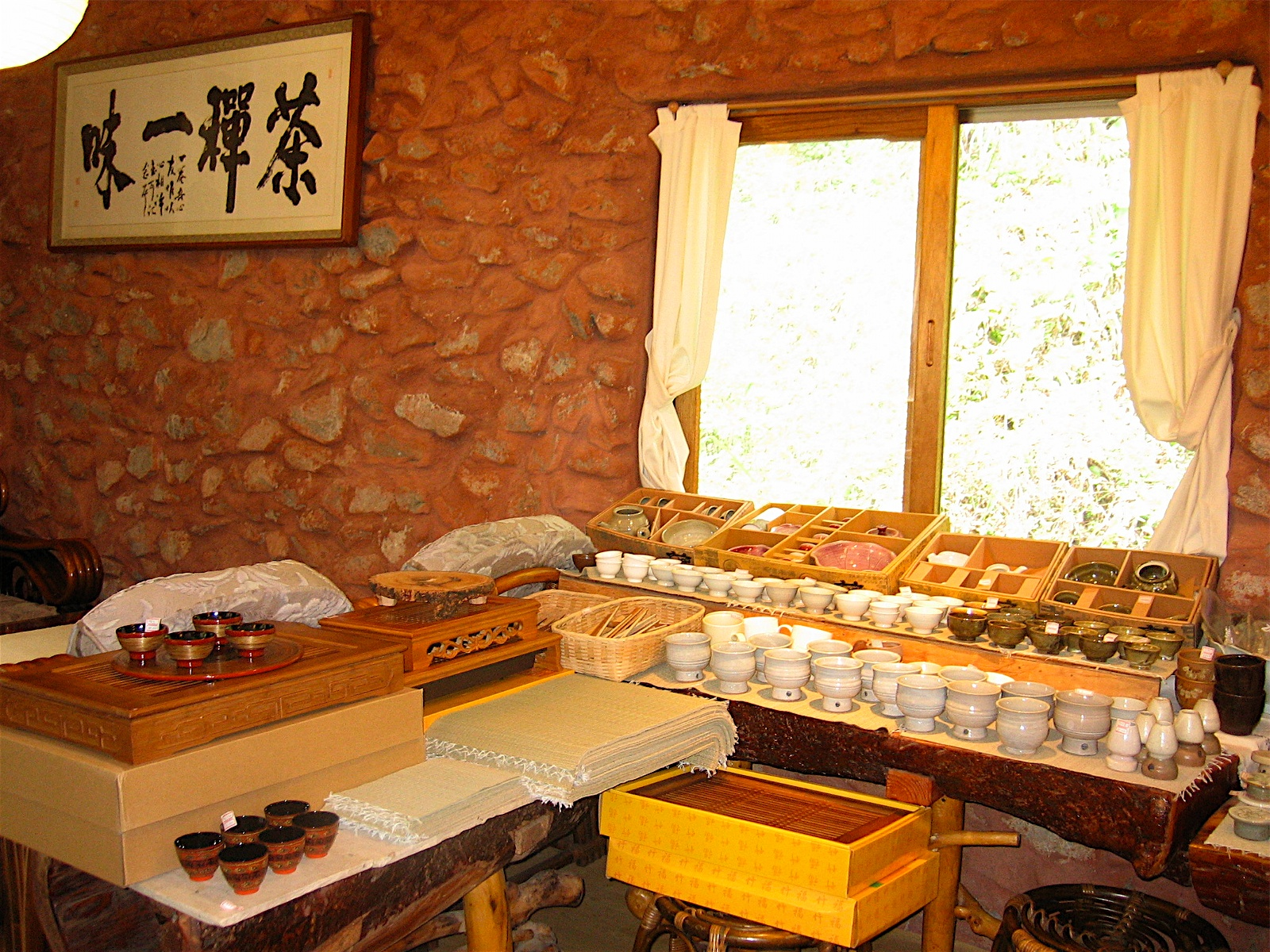
韓國慶州市骨窟寺的茶室內部

朝鮮半島受到中國文化影響，傳統庭園內也設有茶室，用作舉行茶禮。

## 西方
西方一些貴族也會設置私家的茶寮，一般設於住宅、別墅或私家庭園之內。

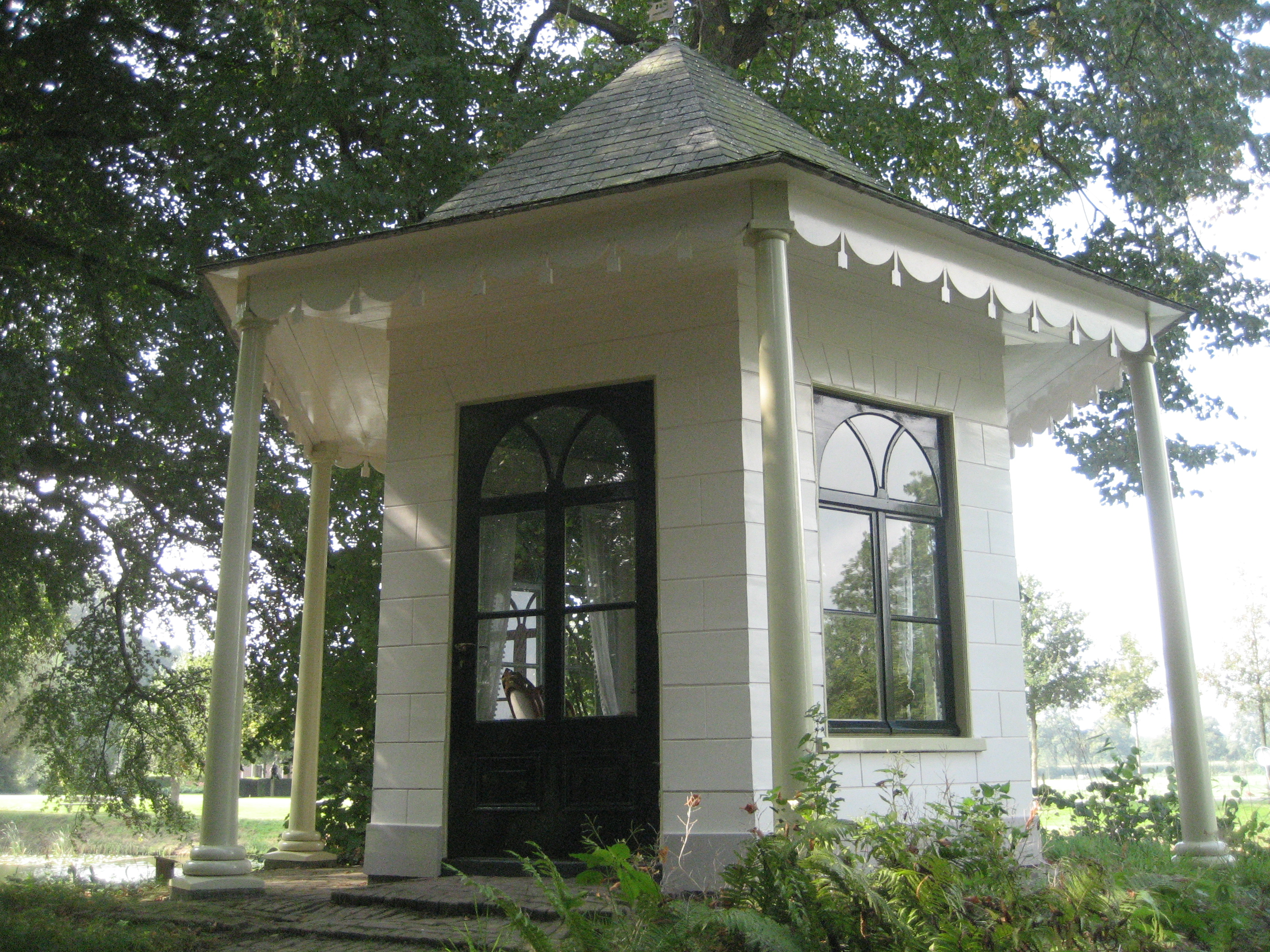
荷蘭的一間茶寮
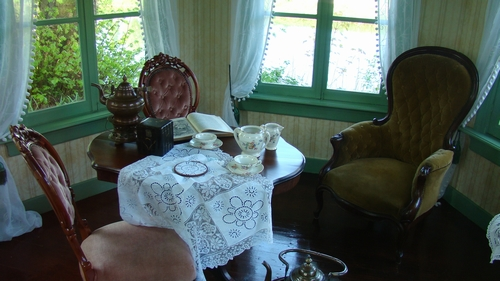
荷蘭茶寮內部
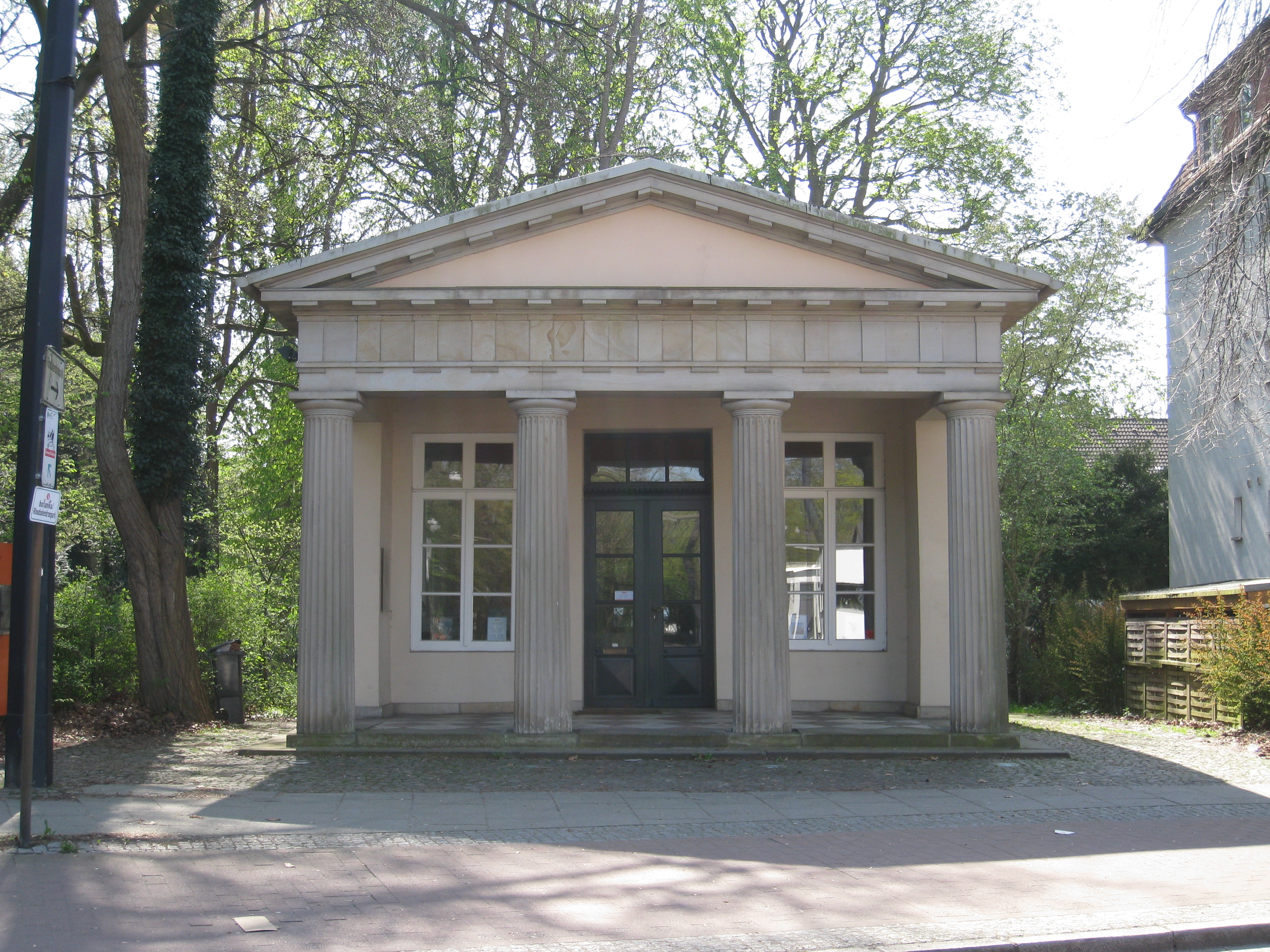
德國的一間茶寮
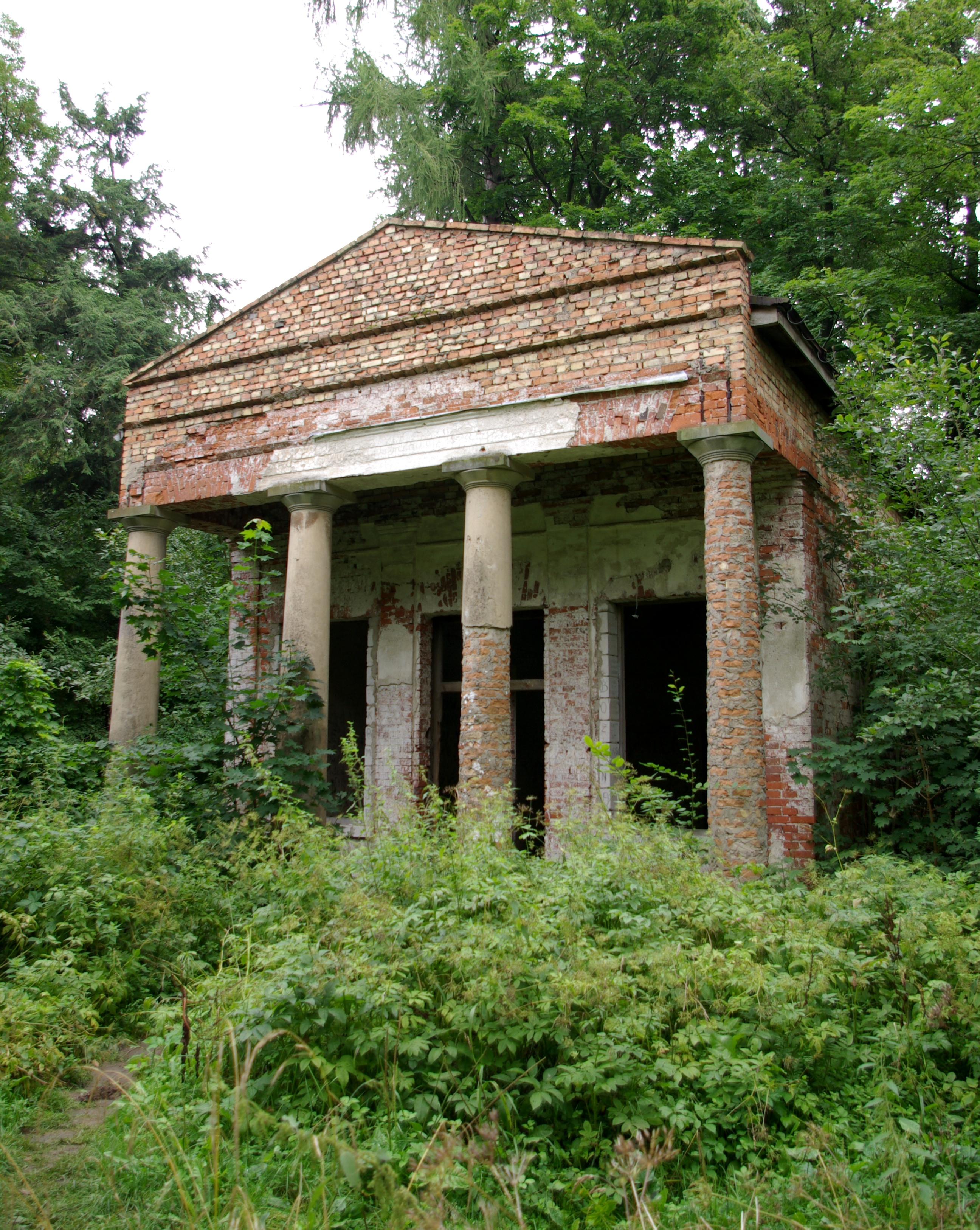
波蘭宮殿中一間廢棄茶寮
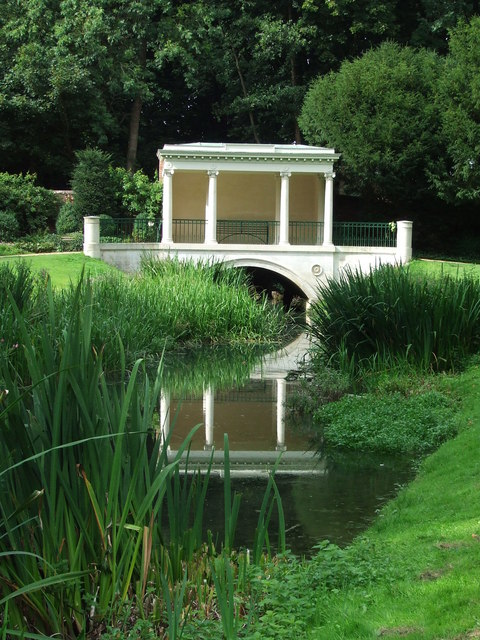
羅伯特·亞當設計、位於英格蘭埃塞克斯莪德里恩德大屋（英语：Audley End House）庭園內的茶寮橋

## 中東
茶文化傳入中東後，當地也有人設置私家茶寮。

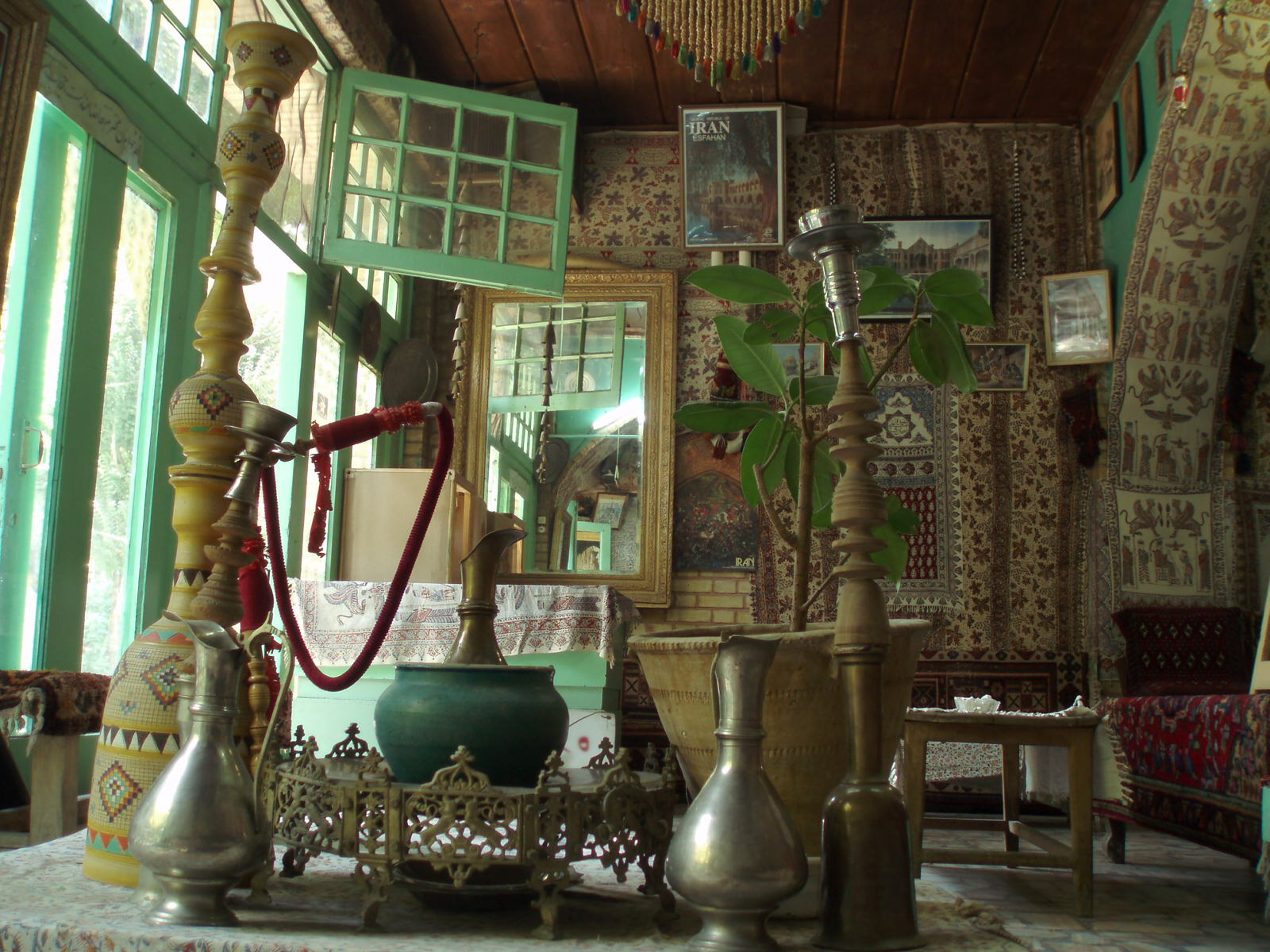
伊朗宮中茶寮內部
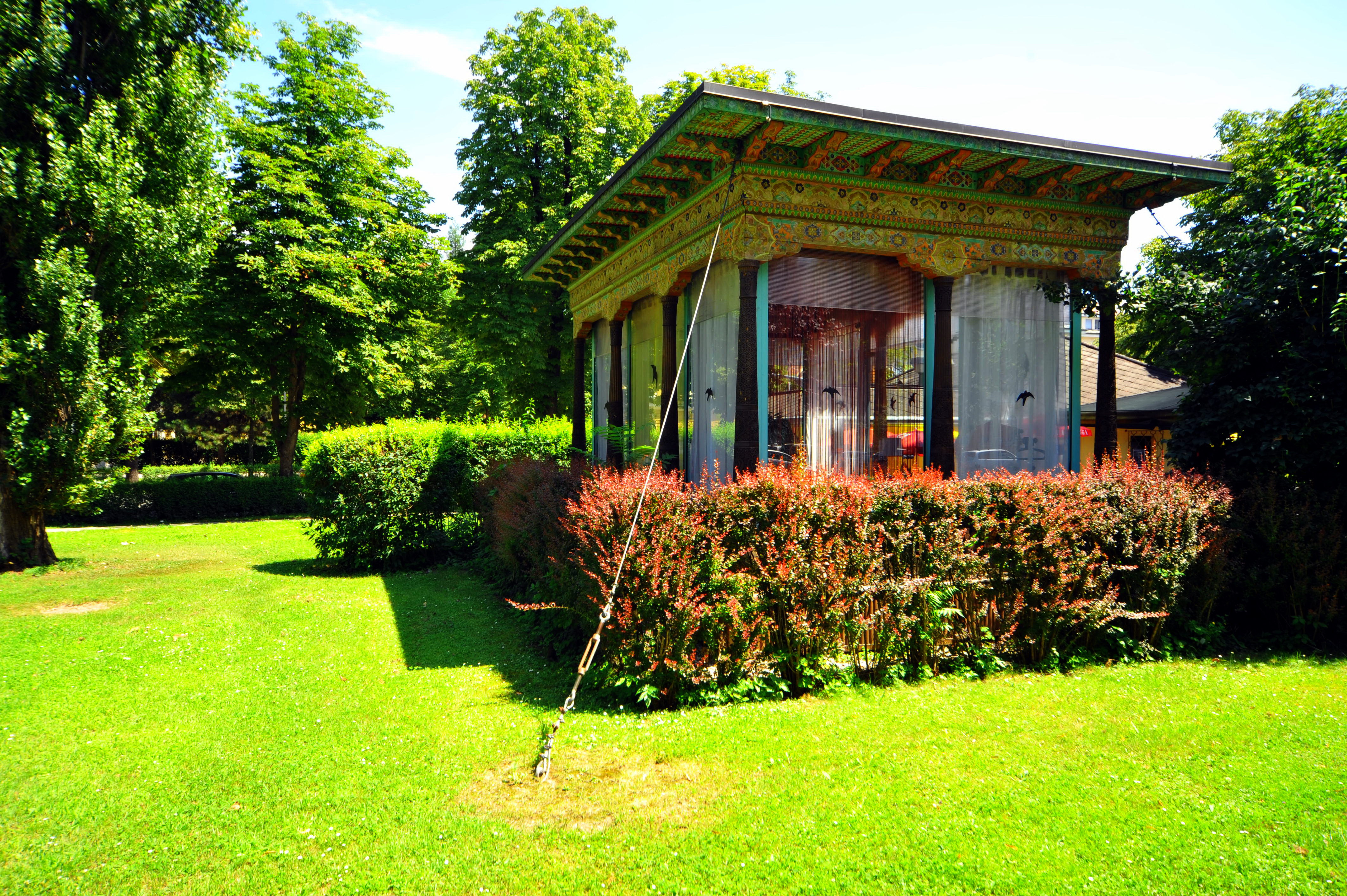
奧地利凱爾滕州克拉根福的一間塔吉克式茶寮